# Vi mut
Un vi mut és un vi especial, blanc o negre, en el que la fermentació s'ha aturat amb l'addició d'alcohol vínic, d'aiguardent o de most. Amb aquest procés es conserva el sucre residual que no ha arribat a fermentar. El vi presenta un gust dolç natural i conserva les aromes i el sabor del raïm.
Són vins muts la majoria dels vins de licor, excepte els vins dolços elaborats amb raïm sobremadurat o pansificat sense aturada fermentativa. També són vins muts les misteles i els vins dolços naturals que de vegades no es consideren vins de licor.
Tradicionalment l'operació d'aturada fermentativa consisteix a afegir alcohol vínic neutre sobre el most després del premsatge o trepig. Es pot fer en qualsevol moment de la fermentació i quan més d'hora més dolç resultarà el vi. Una variant consisteix a afegir l'alcohol sobre el gra de raïm, abans del premsatge, seguit d'una llarga maceració.
S'atribueix l'elaboració del vi mut a Arnau de Vilanova, metge de Pere el Gran. En el seu llibre De vinis: Elixir de vinorum mirabilus especierum et artificiatum vinum descriu la destil·lació del vi, el maridatge de l'esperit i del vi, i les seves propietats curatives. Aquest procés es va començar a utilitzar extensivament a la Catalunya del Nord com una solució per a la conservació i el comerç dels vins.